# Xã Modena, Quận Edmunds, Nam Dakota
Xã Modena (tiếng Anh: Modena Township) là một xã thuộc quận Edmunds, tiểu bang Nam Dakota, Hoa Kỳ. Năm 2010, dân số của xã này là 19 người.